# Metzgerturm (Ulm)

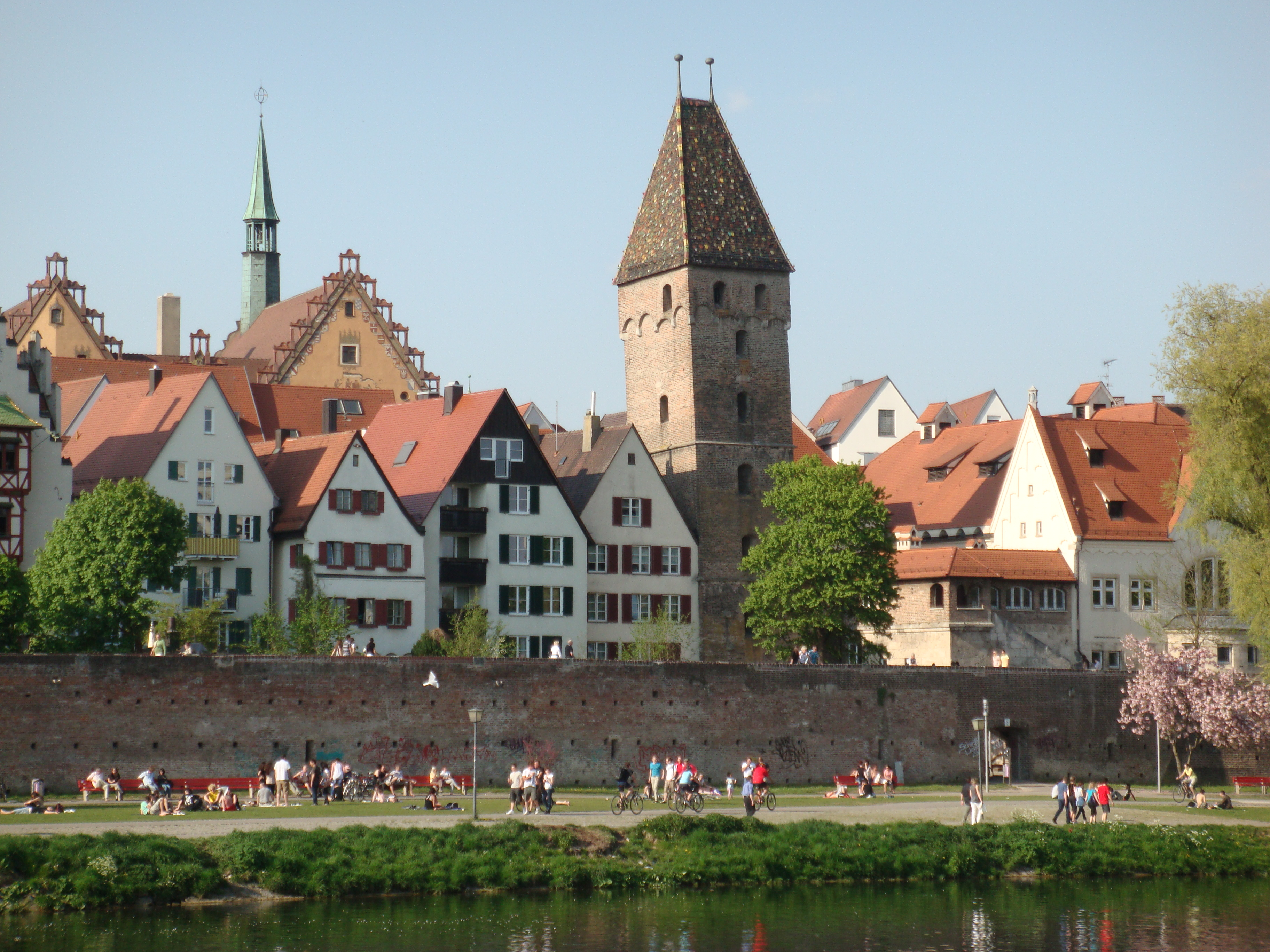
Metzgerturm hinter der heutigen Ulmer Stadtmauer an der Donau

Der Metzgerturm in Ulm ist ein heute noch erhaltenes Stadttor der mittelalterlichen Stadtbefestigung an der Donau. Der quadratische Backsteinturm mit Spitzbogentoren wurde um 1340 als Auslass der staufischen Stadtbefestigung zur davorliegenden Stadtmetzig, dem Schlachthaus der Stadt, errichtet. Das Obergeschoss mit vorkragenden Rundbogen wird durch ein steiles Walmdach abgeschlossen.
Bei einer Höhe von etwa 36 m ist der Metzgerturm um 2,05 m nach Nordwesten geneigt, was einer Neigung von 3,3° entspricht (zum Vergleich Schiefer Turm von Pisa: 3,97°). Ursache ist eine nachträgliche Bodensenkung des sumpfigen Untergrundes.
Der Sage nach entstand die Turmneigung dadurch, dass sich dort eingesperrte korpulente Metzger aus Angst vor Strafe wegen minderwertiger Waren in einer Ecke zusammendrängten, als der zornige Bürgermeister eintrat.